# William Latimer, 1. Baron Latimer

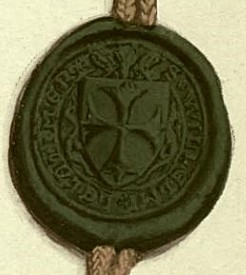
Wappen von William Latimer, 1. Baron Latimer

William Latimer, 1. Baron Latimer († 5. Dezember 1304) war ein englischer Adliger und Militär.

## Herkunft und Heirat
William Latimer war der älteste Sohn seines gleichnamigen Vaters William Latimer. Die Familie besaß Besitzungen in Yorkshire und Lincolnshire. Vor 1268 heiratete er Alice Ledet, die älteste Tochter von Walter Ledet. Sein jüngerer Bruder John heiratete Christiana Ledet, die jüngere Schwester von Williams Frau. Die beiden Schwestern erbten nach dem Tod ihres Vaters dessen Besitzungen. Dazu wurden die beiden Schwestern auch Erbinnen ihres Urgroßvaters Henry of Braybrooke und dessen Frau Christiana Ledet. Durch diese Erbschaften erwarb Latimer Besitzungen in Northamptonshire und Bedfordshire.

## Dienst als Ritter des königlichen Haushalts
Der junge Latimer diente als Ritter im königlichen Haushalt von König Heinrich III. Auch als er nach dem Tod seines Vaters 1268 dessen Besitzungen erbte, blieb er weiter Ritter des königlichen Haushalts. Im Februar 1270 wurden ihm wegen der treuen Dienste seines Vaters für die Krone 200 Mark erlassen, die sein Vater noch der Krone geschuldet hatte. Im selben Jahr brach er mit dem Thronfolger Eduard zu dessen Kreuzzug ins Heilige Land auf. Nach seiner Rückkehr aus dem Heiligen Land ernannte er 1275 Vertreter und Anwälte, die seine Angelegenheiten während einer Wallfahrt nach Santiago de Compostela regeln sollten. Im selben Jahr begleitete er Edmund of Lancaster, den Bruder des Königs, ins Ausland. Latimer nahm 1276 und 1282 an den Feldzügen zur Eroberung von Wales teil, dabei konnte er 1282 nur knapp dem Tod in der Schlacht an der Menai Street entkommen, weil sein Schlachtross durchs Meer zurück auf die Insel Anglesey schwimmen konnte. Von April 1286 bis 1289 gehörte Latimer zum Gefolge von Eduard I., als dieser die zu seinem Reich gehörende Gascogne besuchte. In Frankreich gehörte er 1288 zu den Geiseln, die der König nach dem Abschluss des Vertrags von Canfranc stellen musste. Nach der Rückkehr des Königs aus der Gascogne 1289 gehörte Latimer zusammen mit John de Pontoise, Bischof von Winchester, dem Earl of Lincoln, William of Louth, William March und John de St John der Kommission an, die Beschwerden über Vergehen sammeln sollte, die königliche Beamte und Richter während der Abwesenheit des Königs begangen hatten. 1291 gehörte er zum Gefolge des Königs, als dieser den schottischen Thronfolgestreit entschied. 1294 begleitete er die Königstochter Eleonore, als diese nach ihrer Heirat nach Bar, dem Besitz ihres Ehemanns reiste. Während des Französisch-Englischen Kriegs ab 1294 gehörte Latimer zu der kleinen Streitmacht, die 1294 unter dem Kommando von John de St John und Johann von der Bretagne in die Gascogne aufbrach. Zusammen mit Johann gehörte Latimer zur Besatzung des besetzten Rioms, während John de St John weiter nach Bayonne vorstieß. Während seiner Abwesenheit in der Gascogne durfte seine Frau im königlichen Skipton Castle wohnen. 1297 kämpfte Latimer während des Schottischen Unabhängigkeitskriegs in der Schlacht von Stirling Bridge, dann gehörte er bis 1298 zum Heer von Eduard I. bei dessen erfolglosen Feldzug nach Flandern. Bis 1303 nahm Latimer an verschiedenen weiteren Feldzügen nach Schottland teil, darunter 1300 an der Belagerung von Caerlaverock Castle. Im Krieg mit Schottland war Latimer Kommandant von Berwick, Captain-General in Nottinghamshire, Derbyshire, Yorkshire und Northumberland. 1301 besiegelte er mit den Brief der englischen Barone an den Papst, mit dem diese gegen dessen Einmischung in den Schottischen Unabhängigkeitskrieg protestierten. Dazu diente er als Statthalter des Königs in den Scottish Marches, als Beauftragter für den Austausch von Gefangenen mit Schottland und 1299 als Mitglied des königlichen Rates, der in York über das weitere Vorgehen in Schottland beriet. 1290, 1300 und 1302 wurde er zu den Parlamenten einberufen, weshalb er als Baron Latimer gilt. 1298 beauftragte ihn der König, Beschwerden über Missbräuche in der Nutzung der königlichen Forste anzuhören.
Aufgrund seiner Verdienste verlieh ihm der König 1302 Marktrechte für sein Gut Ash in Kent, für das Gut von Wotton in Surrey und für das Gut Terrington in Yorkshire. Nach seinem Tod wurde Latimer in Helpringham in Lincolnshire beigesetzt.

## Nachkommen
Aus seiner Ehe mit Alice Ledet hatte Latimer mehrere Kinder, darunter:
- William Latimer, 2. Baron Latimer (um 1276–1327);
- Nicholas Latimer († nach 1317);
- Thomas Latimer († nach 1327);
- Joan Latimer ⚭ Alexander Comyn.

Sein Erbe wurde sein ältester Sohn William.